# Boo Nieves
Cristoval „Boo“ Nieves (* 23. Januar 1994 in Baldwinsville, New York) ist ein ehemaliger US-amerikanischer Eishockeyspieler, der im Verlauf seiner aktiven Karriere zwischen 2012 und 2020 unter anderem 76 Spiele für die New York Rangers in der National Hockey League (NHL) auf der Position des Centers bestritten hat.

## Karriere

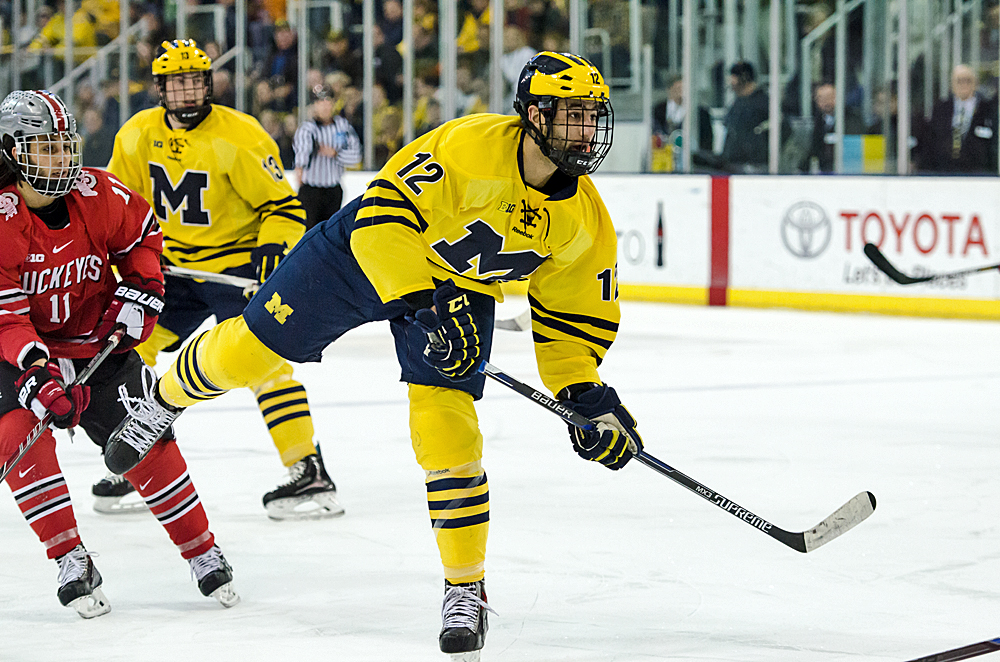
Nieves im Trikot der University of Michigan (2015)

Nieves spielte zunächst zwischen 2010 und 2012 an der Kent School, einer High School im US-Bundesstaat Connecticut. Gegen Ende der Spielzeit 2011/12 absolvierte der Stürmer dann einige Einsätze für die Indiana Ice in der United States Hockey League, ehe er sich an der University of Michigan einschrieb. Bereits zuvor war er im NHL Entry Draft 2012 in der zweiten Runde an 59. Stelle von den New York Rangers aus der National Hockey League ausgewählt worden. An der University of Michigan lief der Angreifer in den folgenden vier Jahren bis zum Frühjahr 2016 neben seinem Studium für das Eishockeyteam der Universität auf, das in der Big Ten Conference, einer Division im Spielbetrieb der National Collegiate Athletic Association, aktiv war. Mit der Mannschaft gewann er zum Abschluss seiner letzten Saison die Meisterschaft der Big Ten.
Nach Abschluss der College-Spielzeit unterschrieb Nieves Ende März 2016 einen Profivertrag bei den New York Rangers, die ihn noch zum Ende der Saison 2015/16 bei ihrem Farmteam, dem Hartford Wolf Pack, in der American Hockey League einsetzten. Dort erreichte der Mittelstürmer in acht Einsätzen fünf Scorerpunkte und fand sich auch zu Beginn der Spielzeit 2016/17 im Kader des Wolf Packs wieder. Seine Leistungen in der AHL führten schließlich dazu, dass er Mitte November erstmals in den NHL-Kader New Yorks berufen wurde und dort sein Debüt feierte.
Nach vier Jahren in der Organisation der Rangers wurde sein auslaufender Vertrag nach der Spielzeit 2019/20 nicht verlängert. Als Free Agent schloss er sich im Januar 2021 den Tampa Bay Lightning an, ohne jedoch für Tampa oder in der AHL in der Saison 2020/21 zum Einsatz zu kommen. Sein auslaufender Vertrag wurde im Sommer 2021 nicht verlängert und der Stürmer trat in der Folge nicht mehr im professionellen Eishockey in Erscheinung.

### International
Für sein Heimatland spielte Nieves beim Ivan Hlinka Memorial Tournament 2011. Dort erreichte er mit dem Team den fünften Rang. In vier Turniereinsätzen erzielte er ein Tor und bereitete drei weitere vor.

## Erfolge und Auszeichnungen
- 2016 Big-Ten-Conference-Meisterschaft mit der University of Michigan

## Karrierestatistik

### International
Vertrat die USA bei:
- Ivan Hlinka Memorial Tournament 2011

(Legende zur Spielerstatistik: Sp oder GP = absolvierte Spiele; T oder G = erzielte Tore; V oder A = erzielte Assists; Pkt oder Pts = erzielte Scorerpunkte; SM oder PIM = erhaltene Strafminuten; +/− = Plus/Minus-Bilanz; PP = erzielte Überzahltore; SH = erzielte Unterzahltore; GW = erzielte Siegtore; 1 Play-downs/Relegation; Kursiv: Statistik nicht vollständig)